# レオナルド・ボヌッチ
レオナルド・ボヌッチ（Leonardo Bonucci, 1987年5月1日 - ）は、イタリア・ラツィオ州ヴィテルボ出身の元サッカー選手。イタリア代表。現役時代のポジションはディフェンダー。

## クラブ経歴
ASヴィテルベーゼ・カルチョのユースでキャリアをスタートし、2005-06シーズンにインテル・ミラノへレンタル移籍し、シーズン終了後にインテルが保有権を買い取り完全移籍した。2007-08シーズンはトレヴィーゾFCへ、2009年1月27日にはピサ・カルチョへそれぞれレンタル移籍した。
2009年7月1日、ディエゴ・ミリート、ティアゴ・モッタのインテルへの移籍に伴い、フランチェスコ・ボルゾーニ、リッカルド・メッジョリーニらと共にジェノアCFCへ保有権を譲渡され、更に、ジェノアからASバーリへ共同保有の形で移籍。2009-10シーズンはバーリでアンドレア・ラノッキアとセンターバックでコンビを組み、堅固な守備でバーリの躍進を支えた。

### ユヴェントス
2010年7月1日に移籍金1550万ユーロでユヴェントスFCと5年契約を結び、完全移籍することが発表された。移籍して1年半は不安定なプレーが多かったが、アントニオ・コンテ就任後3バックの中央に置かれてからは安定したプレーを見せた。
2015年1月25日のキエーヴォ戦でユヴェントスでの200試合出場を達成。2015-16シーズンにはUEFAチーム・オブ・ザ・イヤー2016に選出され、セリエAベストイレブンとセリエA年間最優秀選手賞を受賞。2016年12月にはユヴェントスとの契約を2021年まで延長した。2017年2月17日のパレルモ戦ではセリエA300試合出場を果たした。2017年5月17日に行われたコッパ・イタリア決勝のSSラツィオ戦ではチームの2点目となるゴールを決め、コッパ・イタリア連覇に貢献した。

### ACミラン
2017年7月20日、2022年6月までの5年契約でACミランへの移籍が発表された。背番号はユヴェントスでも着用していた19番。リッカルド・モントリーヴォに代わって主将にも就任することが決定した。2018年1月6日のFCクロトーネ戦ではミランでの初得点を決め勝利に貢献した。3月に行われた古巣ユヴェントスとの対戦では、一時は同点となるゴールを決め喜びを爆発させたが、1-3で敗れた。

### ユヴェントス復帰
2018年8月2日、ユヴェントスFCに1年ぶりに復帰することが発表された。契約は5年間で移籍金は3500万ユーロであることも発表された。同時にマッティア・カルダーラがACミランに同額で移籍しているため実質的なトレードであった。背番号は以前着用していた19番。2020-21シーズン、開幕節のサンプドリア戦でゴールを挙げ、12月5日、トリノFCとのダービーでは決勝ゴールを決めた。2021-22シーズン、13節ラツィオ戦ではPKで2得点を挙げた。
2022-23シーズン、UEFAヨーロッパリーグ準決勝第1戦、セビージャ戦でユヴェントスでの通算500試合出場を果たした。

### ウニオン・ベルリン
2023年9月1日、1.FCウニオン・ベルリンへの移籍が発表された。

### フェネルバフチェ
2024年1月11日、フェネルバフチェSKへの移籍が決定。5月26日、現役引退することをクラブ公式サイトにて発表した。

## 代表経歴
2010年2月28日、カメルーンとの親善試合に臨むイタリア代表メンバーに初選出。カメルーン戦では3バックの一角で先発出場を果たした。
2010 FIFAワールドカップにも選出され、6月3日のメキシコとの親善試合では代表初得点を挙げるも、本大会での出場機会は訪れなかった。
EURO2012では、アンドレア・バルツァッリとコンビを組みレギュラーとしてプレーし、イタリアの決勝進出に貢献した。
2014 FIFAワールドカップではグループリーグ最終節のウルグアイ戦で初めて出場したもののグループリーグ敗退に終わった。
EURO2016のメンバーにも選出され、グループリーグ最終戦のアイルランド戦では、ジャンルイジ・ブッフォンの不在でキャプテンとしてプレー。ラウンド16のスペイン戦では無得点に抑え勝利に貢献し、マン・オブ・ザ・マッチに選ばれた。
2021年3月25日、北アイルランド戦にて代表100試合出場を果たした。
EURO2020のメンバーにも選出。大会では準々決勝のベルギー戦でキエッリーニとの連携でルカクを抑え込むなど、準決勝進出に貢献、準決勝のスペイン戦延長PK戦では3人目のキッカーとしてPKを成功させるなど決勝進出に貢献、試合後観客席に上がりグランドに戻ろうとしたところグランドに侵入しようとしたファンと間違えられ警備員に取り押さえられるアクシデントが起きた。決勝のイングランド戦でも守備での貢献のみならず、1-1の同点とする同点ゴールを決め、PK戦でもPKを成功させ、52年振りとなる大会優勝の立役者の一人となった。また決勝における34歳71日でのゴールは大会最年長ゴール記録となった。

## 人物・エピソード
- 幼い頃からユヴェンティーノであり、ユヴェントス移籍により夢を叶えたことになった。1997-98のチャンピオンズリーグ決勝でユヴェントスがレアル・マドリードに敗れた際には涙が止まらなかったと語っている[29]。
- 2013年2月、ジェノア戦での審判批判で2試合の出場停止処分になったときには、ホームのフィオレンティーナ戦でサポーターとともに応援を楽しんでいた[30]。
- 2012年10月20日に家族と共に車を購入しにトリノにあるカーディーラーの元を訪れた際、強盗に襲われた。頭に銃を突きつけられ、「腕時計をよこせ」と脅されたが渡さず、逆に殴り倒した。そしてそのまま彼は強盗を取り押さえようとしたが、強盗は近くにいた仲間のスクーターに乗って逃亡した。その際強盗は「お前何してんだよ！？正気か！？撃つぞ」と言いながら逃げた[31]。
- 2人の息子がいるが、うち1人であるロレンツォ・ボヌッチは父親が所属しているユヴェントスではなく、ライバルチームであるトリノの大ファンである[32]。

## 個人成績

### クラブでの成績
2023年9月7日現在
| クラブ              | シーズン       | リーグ戦       | リーグ戦 | リーグ戦 | カップ戦 | カップ戦 | 国際大会 | 国際大会 | その他 | その他 | 通算 | 通算 |
| クラブ              | シーズン       | ディビジョン   | 出場     | 得点     | 出場     | 得点     | 出場     | 得点     | 出場   | 得点   | 出場 | 得点 |
| ------------------- | -------------- | -------------- | -------- | -------- | -------- | -------- | -------- | -------- | ------ | ------ | ---- | ---- |
| インテル・ミラノ    | 2005-06        | セリエA        | 1        | 0        | 0        | 0        | 0        | 0        | 0      | 0      | 1    | 0    |
| インテル・ミラノ    | 2006-07        | セリエA        | 0        | 0        | 3        | 0        | 0        | 0        | 0      | 0      | 3    | 0    |
| インテル・ミラノ    | クラブ通算     | クラブ通算     | 1        | 0        | 3        | 0        | 0        | 0        | 0      | 0      | 4    | 0    |
| トレヴィーゾ (loan) | 2007-08        | セリエB        | 27       | 2        | 0        | 0        | —        | —        | —      | —      | 27   | 2    |
| トレヴィーゾ (loan) | 2008-09        | セリエB        | 13       | 2        | 1        | 0        | —        | —        | —      | —      | 14   | 2    |
| トレヴィーゾ (loan) | クラブ通算     | クラブ通算     | 40       | 4        | 1        | 0        | 0        | 0        | 0      | 0      | 41   | 4    |
| ピサ (loan)         | 2008-09        | セリエB        | 18       | 1        | 0        | 0        | —        | —        | —      | —      | 18   | 1    |
| バーリ              | 2009-10        | セリエA        | 38       | 1        | 1        | 0        | —        | —        | —      | —      | 39   | 1    |
| ユヴェントス        | 2010-11        | セリエA        | 34       | 2        | 2        | 0        | 8        | 1        | —      | —      | 44   | 3    |
| ユヴェントス        | 2011-12        | セリエA        | 32       | 2        | 5        | 0        | —        | —        | —      | —      | 37   | 2    |
| ユヴェントス        | 2012-13        | セリエA        | 33       | 0        | 4        | 0        | 10       | 1        | 1      | 0      | 48   | 1    |
| ユヴェントス        | 2013-14        | セリエA        | 29       | 2        | 1        | 0        | 13       | 1        | 1      | 0      | 44   | 3    |
| ユヴェントス        | 2014-15        | セリエA        | 34       | 3        | 4        | 1        | 13       | 0        | 1      | 0      | 52   | 4    |
| ユヴェントス        | 2015-16        | セリエA        | 36       | 3        | 4        | 0        | 8        | 0        | 1      | 0      | 49   | 3    |
| ユヴェントス        | 2016-17        | セリエA        | 29       | 3        | 5        | 1        | 11       | 1        | 0      | 0      | 45   | 5    |
| ユヴェントス        | クラブ通算     | クラブ通算     | 227      | 15       | 25       | 2        | 63       | 4        | 4      | 0      | 319  | 21   |
| ミラン              | 2017-18        | セリエA        | 35       | 2        | 5        | 0        | 11       | 0        | —      | —      | 51   | 2    |
| ユヴェントス        | 2018-19        | セリエA        | 29       | 3        | 1        | 0        | 10       | 0        | 1      | 0      | 41   | 3    |
| ユヴェントス        | 2019-20        | セリエA        | 35       | 3        | 4        | 1        | 7        | 0        | 1      | 0      | 47   | 4    |
| ユヴェントス        | 2020-21        | セリエA        | 26       | 2        | 2        | 0        | 6        | 0        | 1      | 0      | 35   | 2    |
| ユヴェントス        | 2021-22        | セリエA        | 24       | 5        | 3        | 0        | 7        | 0        | 0      | 0      | 34   | 5    |
| ユヴェントス        | 2022-23        | セリエA        | 16       | 1        | 1        | 0        | 9        | 1        | —      | —      | 26   | 2    |
| ユヴェントス        | クラブ通算     | クラブ通算     | 130      | 14       | 11       | 1        | 39       | 1        | 3      | 0      | 183  | 16   |
| ウニオン・ベルリン  | 2023-24        | ブンデスリーガ |          |          |          |          |          |          |        |        |      |      |
| キャリア総通算      | キャリア総通算 | キャリア総通算 | 489      | 37       | 46       | 3        | 113      | 5        | 7      | 0      | 655  | 45   |

1. 1 2  UEFAヨーロッパリーグ
2. 1 2 3 4 5 6 7 8  UEFAチャンピオンズリーグ
3. 1 2 3 4 5 6 7  スーペルコッパ・イタリアーナ
4. ↑  CL6試合とEL7試合に出場
5. ↑  CL6試合とEL3試合に出場

## 代表歴

### 出場大会
- イタリア代表
  - 2010 FIFAワールドカップ
  - 2014 FIFAワールドカップ

### 試合数
2023年9月7日現在
- 国際Aマッチ 121試合 8得点（2010年-）[34]

| イタリア代表 | 国際Aマッチ | 国際Aマッチ |
| 年           | 出場        | 得点        |
| ------------ | ----------- | ----------- |
| 2010         | 8           | 2           |
| 2011         | 5           | 0           |
| 2012         | 11          | 0           |
| 2013         | 11          | 0           |
| 2014         | 8           | 1           |
| 2015         | 10          | 0           |
| 2016         | 14          | 1           |
| 2017         | 8           | 1           |
| 2018         | 10          | 1           |
| 2019         | 10          | 1           |
| 2020         | 4           | 0           |
| 2021         | 15          | 1           |
| 2022         | 6           | 0           |
| 2023         | 1           | 0           |
| 通算         | 121         | 8           |

### 得点
| No. | 日付          | 開催地                                     | 対戦相手国   | スコア | 結果               | 試合概要      |
| --- | ------------- | ------------------------------------------ | ------------ | ------ | ------------------ | ------------- |
| 1   | 2010年6月3日  | ブリュッセル, ボードゥアン国王競技場       | メキシコ     | 1–2    | 1–2                | 親善試合      |
| 2   | 2010年9月3日  | タリン, ア・ル・コック・アレーナ           | エストニア   | 2–1    | 2–1                | EURO 2012予選 |
| 3   | 2014年9月9日  | オスロ, ウレヴォール・スタディオン         | ノルウェー   | 2–0    | 2–0                | EURO 2016予選 |
| 4   | 2016年7月2日  | ボルドー, ヌーヴォ・スタッド・ド・ボルドー | ドイツ       | 1–1    | 1–1 (延長) (5–6 p) | EURO 2016     |
| 5   | 2017年3月28日 | アムステルダム, アムステルダム・アレナ     | オランダ     | 2–1    | 2–1                | 親善試合      |
| 6   | 2018年6月1日  | ニース, アリアンツ・リヴィエラ             | フランス     | 1–2    | 1–3                | 親善試合      |
| 7   | 2019年6月8日  | アテネ, アテネ・オリンピックスタジアム     | ギリシャ     | 3–0    | 3–0                | EURO 2020予選 |
| 8   | 2021年7月11日 | ロンドン, ウェンブリー・スタジアム         | イングランド | 1–1    | 1–1 (延長) (3–2 p) | EURO 2020決勝 |

## タイトル

### クラブ
インテル・ミラノ
- セリエA : 2005-06
- カンピオナート・プリマヴェーラ : 2006-2007
- コッパ・イタリア・プリマヴェーラ : 2006

ユヴェントス
- セリエA : 2011-12, 2012-13, 2013-14, 2014-15, 2015-16, 2016-17, 2018-19, 2019-20
- コッパ・イタリア : 2014-15, 2015-16, 2016-17, 2020-21
- スーペルコッパ・イタリアーナ : 2012, 2013, 2015, 2018, 2020

### 代表
イタリア代表
- UEFA欧州選手権 : 2021

### 個人
- セリエA年間ベストイレブン : 2014-15, 2015-16, 2016-17, 2019-20
- セリエA年間最優秀選手賞 : 2015-16
- UEFAヨーロッパリーグ・スカッド・オブ・シーズン : 2013-14, 2017-18
- UEFAチャンピオンズリーグ・チーム・オブ・ザ・シーズン : 2016-17
- UEFAチーム・オブ・ザ・イヤー : 2016
- レキップ・チーム・オブ・ザ・イヤー : 2016
- FIFA/FIFPROワールドイレブン : 2017, 2021
- ESM欧州年間ベストイレブン : 2016-17
- IFFHS男子ワールドイレブン : 2019, 2021
- IFFHS・UEFAチーム・オブ・ザ・ディケイド : 2011-2020
- UEFA欧州選手権決勝MOM : 2021
- UEFA EURO 2020大会ベストイレブン : 2021
- UEFA欧州選手権チーム・オブ・ザ・トーナメント : 2021
- グローブ・サッカー・アワード賞（英語版） : 2021

### 勲章
- イタリア共和国功労勲章 : 2021